# 富爾格姆嶺
84°54′S 177°25′E / 84.900°S 177.417°E
富爾格姆嶺（英語：Fulgham Ridge）是南極洲的山嶺，位於杜費克海岸，處於博溫冰川東南面，屬於毛德王后山脈的一部分，全長7公里，現時由南極條約體系管理。